# Keraca di Bulgaria
Keraca-Maria (in bulgaro Кераца-Мария?, Keratsa-Marija; 1348 – 1390) è stata una principessa bulgara durante il Secondo Impero Bulgaro e imperatrice dell'Impero Bizantino. Era la figlia dello zar Ivan Alessandro di Bulgaria e della sua seconda moglie, un'ebrea convertita, Teodora.

## Biografia
Il 17 agosto 1355 Keraca fu promessa in sposa al futuro imperatore Andronico IV Paleologo. Il contratto matrimoniale stilato dal Patriarcato affermava che "sarebbe stato vantaggioso per i cristiani: Bizantini e Bulgari, e pernicioso per gli infedeli (i Turchi)".
Nel 1373, mentre era ancora co-imperatore con il padre, Giovanni V Paleologo, Andronico guidò una fallita ribellione contro il sultano ottomano Murad I. Di conseguenza, Keraca (insieme a lui e al figlio) fu imprigionata per tre anni, finché non fu liberata dai genovesi. Il 12 agosto 1376, Andronico IV depose il padre e lo sostituì come imperatore dell'Impero bizantino, con Keraca come imperatrice consorte. La nuova coppia imperiale rimase in controllo di Costantinopoli fino al 1º luglio 1379, quando Giovanni V fu riportato sul trono. Andronico IV fu dichiarato co-imperatore, ma il conflitto tra padre e figlio durò fino alla morte di quest'ultimo nel 1385.
Keraca trascorse l'ultima parte della sua vita come monaca con il nome monastico di Mathissa. Morì nel 1390.

## Figli
Keraca e Andronico IV Paleologo ebbero tre figli, un maschio e due femmine. Il figlio divenne l'imperatore Giovanni VII Paleologo, che regnò per cinque mesi nel 1390.